# Нижний Баскунчак (городское поселение)
Посёлок Ни́жний Баскунча́к — муниципальное образование со статусом городского поселения в Ахтубинском районе Астраханской области. Как административно-территориальная единица области представляет собой посёлок городского типа с подчинёнными населёнными пунктами.
Административный центр — пгт Нижний Баскунчак.

## История
С 1 января 2006 года в соответствии с Законом Астраханской области № 43/2004-ОЗ от 6 августа 2004 года образовано муниципальное образование «Посёлок Нижний Баскунчак» и наделено статусом городского поселения.

## Население
| 2009  | 2010  | 2011  | 2012  | 2013  | 2014  | 2015  |
| ----- | ----- | ----- | ----- | ----- | ----- | ----- |
| 3272  | ↘3158 | ↗3160 | ↘3078 | ↘3012 | ↘2951 | ↘2896 |
| 2016  | 2017  | 2018  | 2019  | 2020  | 2021  |       |
| ↘2867 | ↘2823 | ↘2749 | ↘2713 | ↘2677 | ↘2299 |       |

## Состав городского поселения
| № | Населённый пункт  | Тип населённого пункта      | Население |
| - | ----------------- | --------------------------- | --------- |
| 1 | Зелёный Сад       | посёлок                     | ↘4        |
| 2 | Нижний Баскунчак  | пгт, административный центр | ↘2106     |
| 3 | Средний Баскунчак | посёлок                     | ↘365      |

### Упразднённые населённые пункты
26 июля 2013 года упразднён хутор 8-го Марта

## Местное самоуправление
Главы муниципального образования
- Андросов Владимир Викторович
- с 10.07.2016 года — Кушаналиев Ерлан Махметович[16]